# ICHTHYS

ICHTHYS-symbolen

ICHTHYS (ΙΧΘΥΣ) är en akronym som användes i den tidiga kristendomen.
Den skrevs då på följande vis:
I (Ι; Ἰησοῦς, Iesous), CH (Χ; Χριστὸς, Christos), TH (Θ; Θεοῦ, Theou=Guds), Y (Υ; Υἱὸς, Hyios=Son), S (Σ; Σωτήρ, Soter=räddare)
"IESOUS CHRISTOS THEOU YIOS SOTER" som betyder Jesus Kristus, Guds Son, Frälsare.
Den var beteckning för det tidigare grekiska ordet Ichthys (fisk) som på latin uttalades Iktys. Den förekom i latinsk form som kodordet för Kristus under förföljelsen av de kristna i romerska riket. Ofta inramas bokstäverna i ordet av en fisk, förkortningen som var på latin kunde läsas som ett grekiskt ord, det var alltså en kod med ord och bild som användes av de tidiga kristna. Kristusmonogrammet XR användes även det flitigt under denna period.
Möjligen syftar symbolen även på en händelse i Bibeln då Jesus kallar sina lärjungar att bli människofiskare. Andra tolkar symbolen som ett arv från babylonisk mytologi. 
Enligt kristen tradition användes symbolen som ett lösen mellan kristna under den första tiden, då kristna periodvis var förföljda. För att undersöka om den person man mötte var kristen kunde man helt enkelt rita en båge, som utgjorde "ena halvan" av fisken. Det vill säga, börja med ena delen av stjärtfenan och sedan rita fram till munnen. Om då personen var kristen, ritade denne den andra delen, och på så sätt kunde man testa varandra genom det tecknet istället för att säga det rätt ut, och kanske bli avslöjad inför romarna. Detta tecken visste inte romarna om, och på så sätt fyllde dess form och betydelse flera funktioner.
Ännu idag används fisken som symbol för kristna församlingar. En del kristna använder fisksymbolen på sina bilar, vilket också gett upphov till parodier, till exempel "Darwinfisken" med ben som symbol för evolution.